# Школа медицины Джонса Хопкинса
Школа медицины Университета Джонса Хопкинса (англ. Johns Hopkins University School of Medicine, сокр. JHUSOM) — американская медицинская школа, расположенная в городе Балтимор, штат Мэриленд, является медицинским учебно-исследовательским подразделением Университета Джонса Хопкинса. Школа неизменно входит в число лучших национальных медицинских школ в ряде научно-исследовательских грантов Национального института здоровья. Его главное подразделение, Госпиталь Джонса Хопкинса, является лучшей больницей в Соединённых Штатах в течение 22 лет по версии U.S. News & World Report. Сам же факультет по версии U.S. News & World Report находится на третьем месте среди медицинских факультетов США.

## Колледжи
При зачислении студенты-медики медицинской школы Джонса Хопкинса делятся на четыре колледжа имени известных влиятельных преподавателей Хопкинса (Флоренс Сабин, Вивьен Томас, Дэниел Натанс и Хелен Тауссиг). Колледжи были созданы для «создания духа товарищества, создания сетей, консультирования, наставничества, профессионализма, клинических навыков». Студентам назначаются преподаватели-консультанты в рамках своих колледжей. Каждый консультант имеет группу из пяти студентов, которые набираются каждые четыре года. Они являются наставниками этих же пяти студентов по «клиническим навыкам» (первый год), и продолжают консультировать их на протяжении остальных 4-х лет обучения в медицинской школе. Ежегодно колледжи соревнуются в «Олимпийских играх колледжей».

## Нобелевские лауреаты
Шестнадцать лауреатов Нобелевской премии в области медицины или химии, являлись выпускниками или преподавателями Медицинской школы.
- Кэрол Грейдер – преподаватель, Нобелевская премия по физиологии и медицине, 2009
- Оливер Смитис – преподаватель, Нобелевская премия по физиологии и медицине, 2007
- Ричард Эксел – MD (доктор медицины) 1971, Нобелевская премия по физиологии и медицине, 2004
- Питер Агре – MD 1974, Нобелевская премия по химии, 2003
- Пол Грингард – доктор философии 1953, Нобелевская премия по физиологии и медицине, 2000
- Дэвид Хьюбел – Assistant resident, Нобелевская премия по физиологии и медицине, 1981
- Торстен Визель – преподаватель, Нобелевская премия по физиологии и медицине, 1981
- Хамилтон Смит – преподаватель, MD 1956, Нобелевская премия по физиологии и медицине, 1978 г.
- Даниэль Натанс – преподаватель, Нобелевская премия по физиологии и медицине, 1978 г.
- Холден Кеффер Хартлайн – MD 1927, Нобелевская премия по физиологии и медицине, 1967 г.
- Фрэнсис Пейтон Роус – доктор медицинских наук, лауреат Нобелевской премии по физиологии и медицине, 1966
- Джозеф Эрлангер – MD 1899, Нобелевская премия по физиологии и медицине, 1944
- Герберт Спенсер Гассер – MD 1915, Нобелевская премия по физиологии и медицине, 1944
- Джордж Ричардс Майнот – Assistant in Medicine, Нобелевская премия по физиологии и медицине, 1934
- Джордж Хойт Уиппл – MD 1905, Нобелевская премия по физиологии и медицине, 1934
- Томас Хант Морган – доктор философии 1890, Нобелевская премия по физиологии и медицине, 1933

## В популярной культуре
- Главные герои популярного сериала «Доктор Хаус» Грегори Хаус и Эрик Форман учились в Школе медицины Джонса Хопкинса.